# 팡테옹 소르본 대학교

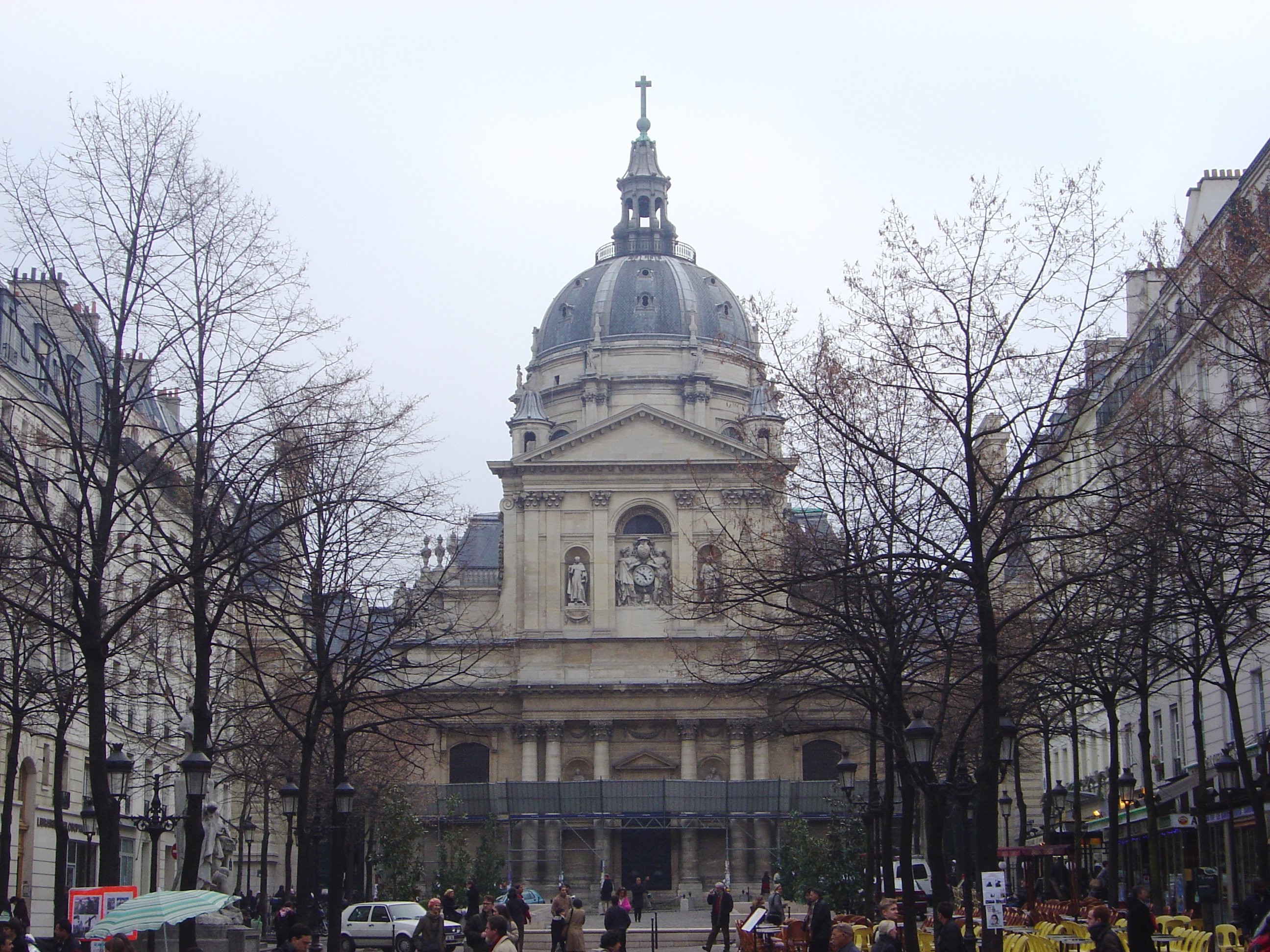
오늘날의 소르본

팡테옹 소르본 대학교(프랑스어: Université Panthéon-Sorbonne)는 프랑스 파리의 대학교이다.
역사적으로는 파리 대학교의 일부였는데, 이후에 파리 대학교는 여러 대학교로 분리되었다. 약 4만 명의 학생들이 14개의 학부와 5개의 대학원에 등록되어 있다.

## 같이 보기
- 소르본 대학교